# Макс Купер
Макс Купер (англ. Max Benjamin Cooper; нар. 1980) — музикант і музичний продюсер з Великої Британії. Працює у Лондоні. Народився у Белфасті (Північна Ірландія) в сім'ї австралійців. Займався ді-джеїнгом з кінця 1990. 2008 здобув ступінь доктора філософії з обчислювальної біології. Перший мініальбом видав у 2009. Покинув науку у 2010, але вона лишилася одною з головних тем його творчості. 2014 видав перший студійний альбом.